# Baubetriebswesen
Das Baubetriebswesen ist ein Teilgebiet des Bauingenieurwesens. Es umfasst die Bauwirtschaft, die Bautechnik und das Baurecht. Ziel des Baubetriebswesens ist es, den gesamten Bauprozess mit seinen technischen, wirtschaftlichen und rechtlichen Zusammenhängen zu verstehen und zu optimieren (sog. Bauprozessmanagement).
Der Begriff Baubetrieb kann auch als Bauausführung verwendet werden statt der gesamten Projektabwicklung und ist nicht zu verwechseln mit dem Baubetriebswesen.

## Übersicht
Das Baubetriebswesen erfasst alle baulichen Aktivitäten (Hochbau, Tief- und Spezialtiefbau) über den gesamten Lebenszyklus der Bauwerke (Planung, Neubau, Modernisierung, Umbau und Sanierung sowie Abbruch, Recycling und Rekultivierung).
Lehr- und Forschungsfelder des Baubetriebswesens sind Bautechnologie, Bauwirtschaft und Baubetriebswirtschaft, Baumanagement sowie Rechtsfragen im Bauwesen. Baubetriebswesen ist ein fester Bestandteil des Bauingenieurstudiums an allen deutschsprachigen Hochschulen. An verschiedenen Hochschulen, wie in Aachen, Berlin, Biberach, Osnabrück, Bielefeld Dortmund, Dresden, Stuttgart, KIT Karlsruhe und HS Karlsruhe wird das Baubetriebswesen als spezielle Studienrichtung angeboten.
Den bezeichneten Lehr- und Forschungsfeldern sind folgende Kernbereiche zugeordnet:
- der Bautechnologie die Bauverfahrenstechnik, die Bauablaufplanung, die Baustelleneinrichtung, Sicherheit und Gesundheitsschutz (Arbeitsschutz), die EDV im Baubetrieb und die Baumaschinentechnik;
- der Baubetriebswirtschaft die Kalkulation von Baupreisen, Vertragsfragen im Bauwesen, Ausschreibung, Vergabe und die Abrechnung von Bauleistungen (AVA), Vergabe- und Vertragsformen (zum Beispiel Einheitspreis-, Stundenlohn-, Generalunternehmer- oder PPP-Verträge) sowie Struktur und Mechanismen des Baumarktes;
- dem Baumanagement das Projektmanagement (einschließlich der Bauleitung), die Arbeitswissenschaften, das Controlling, die Baulogistik, das Risiko- und Qualitätsmanagement;
- der Bauplanung die Projektentwicklung, Investitions- und Finanzierungsplanung, das Planungs- und das Baurecht.

Die übergeordneten Wissensbereiche des Baubetriebswesens umfassen:
- die Allgemeinen Grundlagen mit der Unternehmensführung, dem Rechnungswesen, der Volkswirtschaftslehre, Absatz und Marketing, der Steuerlehre und des Operations Research;
- die Übergeordneten Funktionen mit dem Schlüsselfertigbau, dem Bauen im Bestand, dem Auslandsbau, dem Industriebau, der Immobilienwirtschaft, dem Immobilienmanagement, dem Facilitymanagement (FM) und Projekte des Public Private Partnership (PPP);
- die Ergänzende Wissens- und Lehrbereiche mit Rhetorik, Verhandlungsführung, Sprachausbildung, Arbeitsrecht und Teamarbeit.

## Geschichte des Baubetriebwesens
Bereits im 18. Jahrhundert hatte der Göttinger Professor Johann Beckmann die Technologie als „eine Wissenschaft von den gewerblichen Künsten und Verfahren“ begründet. Seine theoretischen Arbeiten beschäftigen sich neben der Landwirtschaft mit den verschiedenen Handwerken, darunter auch dem Bauhandwerk. Außer der verfahrenstechnischen wurde ebenso die betriebswirtschaftliche (ökonomische) Komponente berücksichtigt.
Mit zunehmender Mechanisierung des Bauwesens im 20. Jahrhundert rückten auch Aspekte der Fertigungstechnik, des Baubetriebs und der Betriebswirtschaft in der studentischen Ausbildung in den Erkenntniskreis – anfangs als Bestandteil der etablierten konstruktiven Fächer.
An der Bauingenieurabteilung der Technischen Hochschule Dresden hielt Neuffer bereits seit Beginn der 1930er Jahre eine eigenständige Vorlesung „Baubetrieb“, die sich mit den Problemen des Betreibens von Baustellen beschäftigte.
Zum Wintersemester 1927/28 wurde die Fakultät für Bauwesen der damaligen Technischen Hochschule Berlin-Charlottenburg um den "Lehrstuhl für Maschinenwesen im Baubetrieb" erweitert. Auf diesen Lehrstuhl, der nach der Bezeichnung noch stark baumaschinenorientiert war, wurde Georg Garbotz berufen. Garbotz, häufig als Nestor des Baubetriebs bezeichnet, wirkte in Berlin bis 1946. Er übernahm am 1. September 1950, fast 60 Jahre alt, die Leitung des an der RWTH Aachen neu eingerichteten „Lehrstuhls für Baumaschinen und Baubetrieb“. Auf Beschluss des Ministerrates der damaligen DDR und auf besondere Initiative von Ernst Wolfgang Lewicki wurde am 1. September 1955 das Institut für Baubetriebswesen an der Fakultät Bauingenieurwesen der damaligen Technischen Hochschule Dresden (heute TU Dresden) gegründet. Dieses Institut führte erstmals nicht mehr den Begriff "Baumaschinen" in der Bezeichnung.

## Bedarf
Der Hauptverband der Deutschen Bauindustrie hat in seinen jährlichen statistischen Erhebungen ermittelt, dass im Durchschnitt 18 % aller Bauingenieurabsolventen ihr Studium mit der Vertiefung Baubetrieb abschließen. Der Bedarf an baubetrieblich geprägten Bauingenieuren in der Bauwirtschaft wird aber mit ca. 30 % angegeben.